# George Edward Moore
George Edward Moore (Londra, 4 novembre 1873 – Cambridge, 24 ottobre 1958) è stato un filosofo britannico.
Il suo nome può essere affiancato per importanza a quelli di Bertrand Russell, Gottlob Frege e Ludwig Wittgenstein nell'aver contribuito alla nascita della filosofia analitica e nell'averne modellato il corso nella sua prima fase.

## Biografia
George Edward Moore nacque ad Upper Norwood, un sobborgo di Londra, nel 1873. Il padre, Daniel Moore, era medico e la madre, Henrietta Sturge, apparteneva a una ricca famiglia quacchera. Moore fu il quinto di otto tra fratelli e sorelle e suo fratello maggiore fu il poeta Thomas Sturge Moore. Formatosi al Dulwich College di Londra, dove ricevette una solida istruzione in latino e greco, entrò al Trinity College dell'Università di Cambridge nel 1892 per proseguire gli studi classici. Fu grazie all'incontro con Bertrand Russell nel 1893 che decise di dedicarsi alla filosofia. Seguì quindi i corsi di Henry Sidgwick, James Ward, George Frederick Stout e John Ellis McTaggart, attraverso il quale venne a contatto con l'idealismo britannico e con il pensiero di Francis Herbert Bradley.
Uno degli eventi più rilevanti della vita universitaria di Moore fu l'ingresso, nel 1894, nella celebre Cambridge Apostles Society. Questa società segreta - fondata nel 1820 da George Tomlinson - era essenzialmente un gruppo di discussione, eleggeva i propri membri tra gli studenti migliori e tradizionalmente si riuniva il sabato sera. Secondo un rituale prestabilito, un "Apostolo" (i membri fondatori erano 12) leggeva un articolo di propria mano su un argomento a scelta, ne seguiva un dibattito e al termine si procedeva a una votazione su una o più domande ricavate dalla discussione. L'elenco di intellettuali che ebbero il privilegio di appartenere alla società è piuttosto ampio; tra i molti si possono nominare i seguenti: Erasmus Alvey Darwin, James Clerk Maxwell, Henry Sidgwick, A. N. Whitehead, Roger Eliot Fry, Bertrand Russell, Ludwig Wittgenstein, Goldsworthy Lowes Dickinson, John Ellis McTaggart, Lytton Strachey, James Strachey, Leonard Woolf, John Maynard Keynes, F. P. Ramsey e - in tempi più recenti - Amartya Sen. Negli anni precedenti e contemporanei alla presenza di Moore, questa eteroclita comunità di studenti, professori e artisti ebbe un ruolo fondamentale nella trasformazione culturale dell'Inghilterra nel passaggio dall'età vittoriana all'età edoardiana. Buona parte dell'ideologia liberale che accompagnò le trasformazioni politiche e sociali degli anni edoardiani va infatti rintracciata nel lavoro degli intellettuali che utilizzavano la Società come luogo privilegiato per lo scambio di idee.  La specifica influenza di Moore fu poi resa esplicita da coloro che - divenuti amici di Moore in qualità di "Apostles" (ad esempio John Maynard Keynes e Lytton Strachey) - costituirono nel 1905 il Bloomsbury Group e si dichiararono seguaci dell'etica normativa di Moore. Per quanto riguarda invece l'importanza della società per Moore, è fuori di dubbio che lo scambio con gli Apostles ebbe una risonanza rimarchevole sulla sua produzione ufficiale. L'ispirazione per il celebre ultimo capitolo dei Principia Ethica che spinse Bloomsbury alla celebrazione delle relazioni personali e dell'esperienza estetica gli giunse infatti a seguito di una conversazione con Hugh Owen Meredith, anch'egli membro degli Apostles.
Dopo aver conseguito la laurea nel 1896 (ottenne sia il Classical Sciences Tripos sia il Moral Sciences Tripos), Moore si dedicò per due anni alla stesura della dissertazione The Metaphysical Basis of Ethics (redatta in due versioni, una nel 1897 e una nel 1898) con la quale ottenne la Fellowship al Trinity College della durata di sei anni. Questo periodo (1898-1904) identifica la prima fase del pensiero di Moore. Se inizialmente fu influenzato da Bradley e Kant, già a partire dal 1898 diede avvio a quella “rivoluzione” contro l'idealismo che portò alla nascita della filosofia analitica in Inghilterra. La posizione filosofica di Moore in questi anni era una forma di realismo atomista, di cui si trova una ripresa nei Principles of Mathematics di Russell e la cui elaborazione e difesa venne espressa negli scritti più importanti del periodo, tra i quali gli articoli The Nature of Judgement (1899) e The Refutation of Idealism (1903). Sempre a questa fase si deve la pubblicazione dei Principia Ethica (1903), il libro che sarà destinato ad avere un fondamentale impatto sulla storia dell'etica analitica, soprattutto grazie all'introduzione della distinzione concettuale a cui oggi ci si riferisce con i termini metaetica ed etica normativa. Come testimonia l'influenza sul Bloomsbury Group e il suo ruolo all'interno della Cambridge Apostles Society, la prima fase del pensiero di Moore coincide anche con un suo impatto intellettuale che si estende al di là del mondo strettamente filosofico. Questa tendenza subirà un mutamento a partire dal 1904 quando, dirigendosi verso i temi della filosofia matura, Moore diventerà un "filosofo dei filosofi" la cui autorevolezza si limiterà al mondo accademico.
Nel 1904, al termine della Fellowship, Moore si trasferì da Cambridge a Edimburgo. La stabilità finanziaria da parte della famiglia materna e l'eredità ricevuta a seguito della morte dei genitori, gli garantì il sostegno economico per proseguire il suo lavoro filosofico negli anni 1904-1911. In questo periodo si impegna nella scrittura di articoli e recensioni e tiene alcune lezioni per la Aristotelian Society (di cui era membro dal 1894). Si dedica inoltre allo studio di William James, dei Principles of Mathematics (1903) di Russell e alla stesura del suo Ethics (1912), che rivede e modifica alcune tesi dei Principia Ethica. Tra il 1910 e il 1911 tiene alcune lezioni che saranno pubblicate solo nel 1953 con il titolo di Some Main Problems of Philosophy. In queste lezioni Moore inizia a sviluppare una forma di realismo indiretto che fa uso della nozione di Sense-Data e cerca una esplicita convergenza con le tesi del Senso Comune.
Nel 1911 ottiene una Lectureship a Cambridge per il Moral Sciences Tripos e inizia così la sua carriera nell'insegnamento che durerà per ventotto anni (fino al 1939). Il primo ciclo di lezioni è dedicato alla Psicologia: Moore fa largo uso dei testi di Ward e Stout e dei Principles of Psychology di James. Nel 1912 viene a conoscenza di Wittgenstein, il quale si trova a Cambridge per lavorare con Russell e frequenta le lezioni di Moore. Come Russell, Moore resta profondamente impressionato dal talento filosofico di Wittgenstein del quale, nella Autobiografia, afferma: «arrivai presto ad avvertire che fosse molto più abile in filosofia di me e non solo più abile, ma anche molto più profondo e con una intuizione decisamente migliore nel genere di ricerca che era veramente importante e valevole da perseguire». Dopo il 1914, anno in cui Wittgenstein partì come volontario nella prima guerra mondiale, i due si frequentarono nuovamente solo a partire dal 1929, quando Wittgenstein tornò a Cambridge per insegnare. In questi anni Moore seguì molte delle lezioni di Wittgenstein, di cui si trova un resoconto articolato nelle Wittgenstein's Lectures 1930-1933  (pubblicate su Mind nel 1954). Questo testo in una certa misura marginale risulta in realtà uno strumento privilegiato per osservare le numerose perplessità di Moore di fronte al pensiero di Wittgenstein e la distanza tra i loro modi - talvolta radicalmente diversi - di fare filosofia.
Nel 1916 sposa Dorothy Mildred Ely (1892-1977). Dal loro duraturo e felice matrimonio nacquero due figli. Il primo, Nicholas Moore, nacque nel 1918 pochi giorni dopo l'armistizio e divenne un poeta. Il secondo, Timothy Moore nacque nel 1922 e, dopo aver interrotto gli studi in filosofia a causa della seconda guerra mondiale, divenne un musicista.
All'inizio degli anni Venti conosce F. P. Ramsey e nel 1921 diventa Editor di Mind, succedendo a Stout. Nel 1925 ottiene la Professorship a Cambridge fino al 1939 quando decise di ritirarsi senza però smettere di tenere lezioni a Oxford.
Nel 1940, anche a causa della difficile situazione bellica, si reca negli Stati Uniti con la moglie. Nel 1940 è Visiting Professor allo Smith College di New York; nel 1941 è al Mills College in California e poi di nuovo a New York alla Columbia University.
Nel 1947 rassegna le proprie dimissioni da direttore di Mind e al suo posto subentra Gilbert Ryle. Nel 1954 vengono pubblicate su Mind le Wittgenstein Lectures 1930-1933.
Muore a Cambridge il 24 ottobre 1958 e viene seppellito nell'Ascension Parish Burial Ground accanto alle tombe di Desmond MacCarthy e Ludwig Wittgenstein.

## Pensiero

### Idealismo
La fase di adesione all'idealismo comprende circa gli anni 1896-7 e trova espressione in pochi scritti. Tra questi vi è la prima versione di The Metaphysical Basis of Ethics e l'articolo In What Sense, if any, do Past and Future Time exist?, dove Moore articola la sua posizione circa la natura del tempo. L'idealismo di Moore si articola su tre tesi fondamentali che sono una rielaborazione di note tesi di Bradley. Moore è in questa fase un monista, sostiene cioè che esiste una sola Realtà che comprende e trascende tutte le Apparenze (le quali ci danno l'illusione dell'esistenza della molteplicità); sostiene che il tempo è irreale (così come affermavano McTaggart e Bradley) e afferma che la Realtà considerata come un tutto è "buona": poiché la qualità del tutto è diversa dalla mera somma delle parti, si può attribuire a essa il carattere della bontà anche se alcune delle Apparenze che la compongono sono, considerate singolarmente, "cattive".

### Rifiuto dell'Idealismo e Realismo atomista
Nella letteratura più recente la posizione di Moore negli anni 1898-1904 è stata definita come atomismo platonico o realismo puro.
Con l'opera "La confutazione dell'idealismo" (1903) Moore criticò il modello idealistico che si risolve nell'inclusione dell'oggetto come parte o qualità della coscienza. Moore affermò, invece, che l'indagine e la conoscenza di un oggetto non implica alterazioni nell'"osservato".
Sostenne la esteriorità delle relazioni come un cardine del suo modello filosofico e punto di partenza del realismo.
Nello scritto Some Main Problems of Philosophy focalizzò la sua analisi sul senso comune, allo scopo di difendere le credenze e per tendere a delineare una relazione fra verità e senso comune.

### IPrincipia Ethica
Moore sviluppò il concetto di "fallacia naturalistica", un errore che si compirebbe ogni qualvolta si tenti di definire concetti come il bene, un concetto semplice di cui non si può dare alcuna definizione, sia di natura fisica che metafisica.
L'errore che generalmente si compie è far coincidere il bene con le proprietà con cui lo si descrive.
Come non si può descrivere che cos'è il colore giallo, così non si può descrivere che cos'è il bene, ma solo indicare qual è.
Diversamente da Kant sostenne che la nozione del dovere si basa su quella del bene, quindi l'uomo deve perseguire quegli atti che indurranno il bene, e il fine dell'etica è quello di indagare quelle proprietà e quelle considerazioni formulate sulla qualità degli oggetti indicati con la definizione di "bene" e di "male". Non potendo l'uomo venire a conoscenza di tutte le conseguenze di tutte le azioni possibili, secondo l'etica di Moore, la soluzione ideale, se non per risolvere ma almeno per limitare i problemi della vita, consisterebbe nell'adeguamento alle regole tradizionali (Principia Ethica, V, §99).
Buono è dunque indefinibile ed è una proprietà non-naturale, individuata dall'uomo grazie alla sua "intuizione morale" che gli fa percepire cosa è buono. In questo concorda con gli intuizionisti etici.

### Sense-Data e Realismo Indiretto
La pubblicazione nel 1905 dell'articolo The Nature and Reality of the Objects of Perceptions segna l'allontanamento di Moore dalla posizione realista che aveva sostenuto negli anni giovanili. Secondo Baldwin i principali problemi che spinsero Moore ad allontanarsi dall'atomismo platonico riguardano la spiegazione degli oggetti della percezione e la questione delle proposizioni false. Stando agli oggetti della percezione, possiamo notare due aspetti principali all'interno dell'atomismo platonico.

## Opere
- G. E. Moore, Principia Ethica, Cambridge, Cambridge University Press, 1996 (1903).
- G. E. Moore, Ethics, London, Oxford University Press, 1912.
- G. E. Moore, Philosophical Papers, New York, Collier Books, 1962.
- G. E. Moore, Philosophical Studies, New York, Harcourt, 1922.
- G. E. Moore, The Early Essays, Philadelphia, Temple University Press, 1986 (1897-1904).
- G. E. Moore, The Elements of Ethics, Philadelphia, Temple University Press, 2003.

## Opere disponibili online
- G. E. Moore, "The Nature of Judgment" Archiviato il 13 agosto 2007 in Internet Archive. (1899)
- G. E. Moore, Principia Ethica Archiviato il 12 aprile 2021 in Internet Archive. (1903)
- G. E. Moore, Review of Franz Brentano's The Origin of the Knowledge of Right and Wrong Archiviato il 18 febbraio 2006 in Internet Archive. (1903)
- G. E. Moore, The Refutation of Idealism (1903)
- G. E. Moore, Ethics (1912)